# بانت، ام‌درمان
بانت (به عربی: بانت) یک منطقهٔ مسکونی در سودان است که در خارطوم واقع شده‌است.